# David Krumholtz
David Krumholtz (* 15. května 1978 New York, New York) je americký herec.
V televizi a ve filmu se poprvé objevil v roce 1993, kdy hrál ve snímcích Život s Mikeym, Addamsova rodina 2 a představil se v jedné epizodě seriálu Zákon a pořádek. Ve filmu Santa Claus (1994) hrál postavu elfa Bernarda, v dalších letech hrál např. ve filmech Deset důvodů, proč tě nenávidím (1999), Mexičan (2001), Zahulíme, uvidíme (2004), Serenity (2005), Zahulíme, uvidíme 2 (2008) či Kámoš k pohledání (2009). V letech 2005–2010 ztvárnil Charlieho Eppese, jednu z hlavních postav v seriálu Vražedná čísla.

## Filmografie

### Film
| Rok  | Název                           | Role                         | Poznámky             |
| ---- | ------------------------------- | ---------------------------- | -------------------- |
| 1993 | Život s Mikeym                  | Barry Corman                 |                      |
| 1993 | Addamsova rodina 2              | Joel Glicker                 |                      |
| 1994 | Santa Claus                     | Elf Bernard                  |                      |
| 1997 | Ledová bouře                    | Francis Davenport            |                      |
| 1998 | Brloh v Beverly Hills           | Ben Abromowitz               |                      |
| 1999 | Deset důvodů, proč tě nenávidím | Michael Eckman               |                      |
| 1999 | Nespoutaná volnost              | Yussel                       |                      |
| 2000 | Zab tu mrchu!                   | Brian Sellars                |                      |
| 2001 | Mexičan                         | Beck                         |                      |
| 2001 | Ulice New Yorku                 | Benjamin Bazler              |                      |
| 2001 | Dva do hry                      | Jason                        |                      |
| 2001 | Spencerův nový život            | Ezra                         |                      |
| 2002 | Dvě na jednoho                  | Owen                         |                      |
| 2002 | Santa Claus 2                   | Elf Bernard                  |                      |
| 2002 | Spolek machrů                   | Evan Rosengarden             |                      |
| 2003 | Bláznivej sejf                  | Max                          |                      |
| 2003 | Kill the Poor                   | Joe Peltz                    |                      |
| 2004 | Looking for Kitty               | Abe Fiannico                 |                      |
| 2004 | Zahulíme, uvidíme               | Goldstein                    |                      |
| 2004 | Ray                             | Milt Shaw                    |                      |
| 2005 | Hádej kdo?                      | Jerry MacNamara              | neuveden v titulcích |
| 2005 | Praštění láskou                 | Max                          |                      |
| 2005 | Serenity                        | Mr. Universe                 |                      |
| 2006 | American Storage                | Kurt                         | krátkometrážní film  |
| 2006 | The Nail                        | Daniel                       | krátkometrážní film  |
| 2006 | Atentát v Ambassadoru           | agent Phil                   |                      |
| 2006 | Králové ro(c)ku                 | student vysoké školy         | neuveden v titulcích |
| 2007 | Přežij!                         | Rex                          |                      |
| 2007 | Superbad                        | Benji Austin                 |                      |
| 2007 | Neuvěřitelný život rockera Coxe | Schwartzberg                 |                      |
| 2008 | Demption                        | detektiv Joseph Schneider    | krátkometrážní film  |
| 2008 | Zahulíme, uvidíme 2             | Goldstein                    |                      |
| 2009 | Kámoš k pohledání               | Sydneyin kamarád             | neuveden v titulcích |
| 2011 | Pan Popper a jeho tučňáci       | Kent                         |                      |
| 2011 | Zahulíme, uvidíme 3             | Goldstein                    |                      |
| 2013 | Tuna                            | Getty                        |                      |
| 2013 | Teddy Bears                     | Andrew                       |                      |
| 2013 | Apokalypsa v Hollywoodu         | sám sebe                     |                      |
| 2014 | Soudce                          | Mike Kattan                  |                      |
| 2015 | Spatřil jsem světlo             | James Dolan                  |                      |
| 2016 | Ave, Caesar!                    | scenárista č. 4              |                      |
| 2016 | Buchty a klobásy                | Kareem Abdul Lavash (hlas)   |                      |
| 2016 | Casual Encounters               | Sammy Deetz                  |                      |
| 2016 | Ghost Team                      | Stan                         |                      |
| 2017 | Kolo zázraků                    | Jake                         |                      |
| 2018 | A Futile and Stupid Gesture     | vydavatel                    |                      |
| 2018 | Balada o Busterovi Scruggsovi   | Francouz v salonu            |                      |
| 2019 | Frances Ferguson                | vedoucí terapeutické skupiny |                      |
| 2019 | Crown Vic                       | Stroke Adams                 |                      |
| 2020 | Asking for It                   | The Cop                      |                      |
| 2023 | Oppenheimer                     | Isidor Isaac Rabi            |                      |

### Televize
| Rok       | Název                                     | Role                           | Poznámky                                                          |
| --------- | ----------------------------------------- | ------------------------------ | ----------------------------------------------------------------- |
| 1993      | Zákon a pořádek                           | Scott Fisher                   | díl: Sweeps                                                       |
| 1994      | Monty                                     | David Richardson               | 5 dílů                                                            |
| 1995      | Doupě                                     | Timmy                          | díl: Tess Makes the Man                                           |
| 1997      | Chicago Sons                              | Billy Kulchak                  | 13 dílů                                                           |
| 1997      | Justice League of America                 | Martin Walters                 | pilotní díl                                                       |
| 1997      | Union Square                              | Russell                        | 2 díly                                                            |
| 1998      | The Closer                                | Bruno Verma                    | 10 dílů                                                           |
| 2000–2002 | Pohotovost                                | Paul Sobriki                   | 3 díly                                                            |
| 2000      | The Trouble with Normal                   | Bob Wexler                     | 13 dílů                                                           |
| 2000      | Machři a šprti                            | Barry Schweiber                | díl: Zálety a úlety                                               |
| 2001–2002 | Kolej, základ života                      | Greg                           | 2 díly                                                            |
| 2002      | Machr - zpověď univerzitního bookmakera   | Benny Silman                   | TV film                                                           |
| 2003      | Lucky                                     | Tony                           | díl: Savant                                                       |
| 2003      | The Lyon's Den                            | Jeff Fineman                   | 13 dílů                                                           |
| 2005–2010 | Vražedná čísla                            | Charlie Eppes                  | 118 dílů                                                          |
| 2007      | Wainy Days                                | Ortez                          | díl: Tough Guy                                                    |
| 2010      | Tax Man                                   | The Terminator                 | pilotní díl                                                       |
| 2010      | Zákon a pořádek: Útvar pro zvláštní oběti | dr. Vincent Prochik            | díl: Wet                                                          |
| 2011      | The Playboy Club                          | Billy Rosen                    | 7 dílů                                                            |
| 2012      | Vychovávat Hope                           | Carl                           | 2 díly                                                            |
| 2012      | Mrcha od vedle                            | Patrick Kelly                  | díl: Shitagi Nashi...                                             |
| 2012      | Newsroom                                  | dr. Jacob "Jack" Habib         | 3 díly                                                            |
| 2012      | Partners                                  | Joe Goodman                    | 13 dílů                                                           |
| 2012      | Childrens Hospital                        | Dookie                         | díl: Wisedocs                                                     |
| 2013–2014 | Liga snů                                  | Joel Cocque                    | 2 díly                                                            |
| 2014      | Newsreaders                               | Mark Jones                     | díl: Motorboating Dads; the Negative $100,000 Question            |
| 2014      | Key & Peele                               | terorista č. 3                 | díl: Terrorist Meeting                                            |
| 2014      | Muži sobě                                 | Myron                          | 5 dílů                                                            |
| 2014–2016 | Dobrá manželka                            | Josh Mariner                   | 7 dílů                                                            |
| 2015      | Forever                                   | 1984 Abe                       | díl: Punk is Dead                                                 |
| 2015      | Gigi Does It                              | Gigi                           | 8 dílů, také spolutvůrce a výkonný producent                      |
| 2015      | Comedy Bang! Bang!                        | sám sebe                       | díl: David Krumholtz Wears a Blue Zip-Up Jacket and Grey Sneakers |
| 2015      | Mistr amatér                              | Nathan                         | díl: Plán B                                                       |
| 2015–2016 | Máma                                      | Gregory Munschnick             | 5 dílů                                                            |
| 2015–2017 | Sláva králi Jelimánovi                    | Timo, Máma-Bot / Další hlasy   | 30 dílů                                                           |
| 2016      | The Interestings                          | Ethan Figman                   | pilotní díl                                                       |
| 2017–2019 | The Deuce: Špína Manhattanu               | Harvey Wasserman               | 20 dílů                                                           |
| 2017      | Difficult People                          | Ray                            | díl: Criminal Minds                                               |
| 2018      | Living Biblically                         | Rabbi Gil Ableman              | 13 dílů                                                           |
| 2018      | Star proti silám zla                      | Cobalt Ferrero (hlas)          | díl: Is Another Mystery/Marco Jr.                                 |
| 2018      | Miliardy                                  | Frotty Anisman                 | díl: Redemption                                                   |
| 2019      | At Home with Amy Sedaris                  | Angelo DiBeverly               | díl: Game Night                                                   |
| 2020      | Awkwafina Is Nora from Queens             | Jerry Harrison                 | díl: Launch Party                                                 |
| 2020      | Spiknutí proti Americe                    | Monty Levin                    | 6 dílů                                                            |
| 2020      | The Twilight Zone                         | Starosta John Conway           | díl: A Small Town                                                 |
| 2021      | WWE Monday Night Raw                      | falešný Drew McIntyre          |                                                                   |
| 2021      | Hádanky s Blue                            | Pan Oregano                    | díl: Blue's Big Neighborhood Adventure                            |
| 2021      | Crackhead Barney & Friends                | Sám sebe / Elf ze Santa Clause | 1 díl                                                             |
| 2022      | Super Pumped: The Battle for Uber         | Sergey Brin                    | 2 díly                                                            |
| 2022      | The White House Plumbers                  | William O. Bittman             | 5 dílů                                                            |
| 2022      | The Santa Clauses                         | elf Bernard                    |                                                                   |

### Divadlo
| Rok       | Název                        | Role              | Poznámky         |
| --------- | ---------------------------- | ----------------- | ---------------- |
| 1992–1993 | Conversations with My Father | malý Charlie      | Royale Theatre   |
| 2011      | Copenhagen                   | Werner Heisenberg | LA Theatre Works |
| 2013      | The Columnist                | David Halberstam  | LA Theatre Works |